# Ондар
Ондар (фр. Andard) насеље је и општина у западној Француској у региону Лоара, у департману Мен и Лоара која припада префектури Анже.
По подацима из 2011. године у општини је живело 2490 становника, а густина насељености је износила 207,67 становника/km². Општина се простире на површини од 11,99 km². Налази се на средњој надморској висини од 24 метара (максималној 38 m, а минималној 16 m).

## Демографија
| 1962. | 1968. | 1975. | 1982. | 1990. | 1999. | 2011. |
| ----- | ----- | ----- | ----- | ----- | ----- | ----- |
| 1.016 | 1.024 | 1.261 | 1.758 | 2.085 | 2.184 | 2.490 |

График промене броја становника у току последњих година